# Antillas Neerlandesas en los Juegos Olímpicos de Los Ángeles 1984
Las Antillas Neerlandesas estuvieron representadas en los Juegos Olímpicos de Los Ángeles 1984 por ocho deportistas, tres hombres y cinco mujeres, que compitieron en tres deportes.
El portador de la bandera en la ceremonia de apertura fue el nadador Evert Kroon. El equipo olímpico no obtuvo ninguna medalla en estos Juegos.